# Autriche au Concours Eurovision de la chanson 1959
L'Autriche a participé au Concours Eurovision de la chanson 1959, alors appelé le « Grand prix Eurovision de la chanson européenne 1959 », à Cannes, en France. C'est la 3e participation autrichienne au Concours Eurovision de la chanson.
Le pays est représenté par Ferry Graf et la chanson Der K und K Kalypso aus Wien, sélectionnés en interne par la Österreichischer Rundfunk.

## Sélection
Le radiodiffuseur autrichien, la Österreichischer Rundfunk, choisit l'artiste et la chanson en interne pour représenter l'Autriche au Concours Eurovision de la chanson 1959.
Lors de cette sélection, c'est Ferry Graf et la chanson Der K und K Kalypso aus Wien, avec Franck Pourcel comme chef d'orchestre, qui furent choisis.

## À l'Eurovision
Chaque pays avait un jury de dix personnes. Chaque membre du jury pouvait donner un point à sa chanson préférée.

### Points attribués par l'Autriche
| 3 points | Pays-Bas             |
| 2 points | Danemark Royaume-Uni |
| 1 point  | France Monaco Suisse |

### Points attribués à l'Autriche
| 10 points | 9 points | 8 points | 7 points | 6 points          |
| --------- | -------- | -------- | -------- | ----------------- |
|           |          |          |          |                   |
| 5 points  | 4 points | 3 points | 2 points | 1 point           |
|           |          |          | - Suède  | - Monaco - Suisse |

Ferry Graf interprète Der K und K Kalypso aus Wien en 9e position, après la Suisse et avant le Royaume-Uni. Au terme du vote final, l'Autriche termine 9e, ex aequo avec la Suède, sur 11 pays, recevant 4 points.